# Dancing with the Stars (Nowa Zelandia)
Dancing with the Stars – program rozrywkowy nadawany przez TVNZ od 2005 do 2009 roku.

## Ekipa
Prowadzący:
- Jason Gunn
- Candy Lane

Dyrygent:
- Carl Doy

Sędziowie:
- Alison Leonard (2005-2009)
- Brendan Cole (2005-2009)
- Craig Revel Horwood (2007-2009)
- Paul Mercurio (2005-2006, 2008-2009)
- Donna Dawson (2005)
- Carol-Ann Hickmore (2006-2007)

## Edycje

### 1 edycja
1 edycja miała premierę 1 maja 2005 roku. Widownia wynosiła 750 000 widzów.
| Gwiazda        | Tancerz            | Miejsce    |
| -------------- | ------------------ | ---------- |
| Norm Hewitt    | Carol-Ann Hickmore | ZWYCIĘZCY  |
| Shane Cortese  | Nerida Lister      | 2. miejsce |
| Tim Shadbolt   | Rebecca Nicholson  | 3. miejsce |
| Bernice Mene   | d'Artagnan Kennedy | 4. miejsce |
| Theresa Healey | Peter Wales        | 5. miejsce |
| Georgina Beyer | Michael Hoggard    | 6. miejsce |
| Ewen Gilmore   | Lauren de Boeck    | 7. miejsce |
| Nicky Watson   | Kiel de Buisson    | 8. miejsce |

#### Punktacja
| Para                 | Miejsce | 1  | 2  | 3  | 4  | 5  | 6        | 7         | 8            |
| -------------------- | ------- | -- | -- | -- | -- | -- | -------- | --------- | ------------ |
| Norm & Carol-Ann     | 1       | 28 | 28 | 28 | 40 | 29 | 31+35=66 | 34+30=64  | 37+39+39=115 |
| Shane & Nerida       | 2       | 22 | 32 | 29 | 31 | 29 | 28+37=65 | 33+ 35=68 | 37+39+38=114 |
| Tim & Rebecca        | 3       | 23 | 25 | 21 | 19 | 20 | 14+23=37 | 23+19=42  |              |
| Bernice & d'Artagnan | 4       | 19 | 27 | 25 | 23 | 24 | 29+30=59 |           |              |
| Theresa & Peter      | 5       | 29 | 25 | 28 | 31 | 27 |          |           |              |
| Georgina & Michael   | 6       | 19 | 25 | 25 | 22 |    |          |           |              |
| Ewan & Lauren        | 7       | 18 | 25 | 17 |    |    |          |           |              |
| Nicky & Kiel         | 8       | 26 | 22 |    |    |    |          |           |              |

#### Tańce
| Team                 | 1       | 2         | 3     | 4          | 5     | 6         | 6          | 7         | 7       | 8       | 8          | 8         |
| -------------------- | ------- | --------- | ----- | ---------- | ----- | --------- | ---------- | --------- | ------- | ------- | ---------- | --------- |
| Norm & Carol-Ann     | Walc    | Rumba     | Tango | Paso Doble | Samba | Quickstep | Cha-Cha    | Foxtrot   | Jive    | Walc    | Paso Doble | Freestyle |
| Shane & Nerida       | Cha-Cha | Quickstep | Jive  | Foxtrot    | Samba | Walc      | Paso Doble | Tango     | Rumba   | Foxtrot | Rumba      | Freestyle |
| Tim & Rebecca        | Walc    | Rumba     | Tango | Paso Doble | Samba | Foxtrot   | Jive       | Quickstep | Cha-Cha |         |            |           |
| Bernice & d'Artagnan | Walc    | Rumba     | Tango | Foxtrot    | Samba | Quickstep | Paso Doble |           |         |         |            |           |
| Theresa & Peter      | Cha-Cha | Quickstep | Jive  | Paso Doble | Samba |           |            |           |         |         |            |           |
| Georgina & Michael   | Walc    | Rumba     | Tango | Foxtrot    |       |           |            |           |         |         |            |           |
| Ewan & Lauren        | Cha-Cha | Quickstep | Jive  |            |       |           |            |           |         |         |            |           |
| Nicky & Kiel         | Cha-Cha | Quickstep |       |            |       |           |            |           |         |         |            |           |

### 2 edycja
Premiera edycji odbyła się 7 maja 2006 roku. Oglądalność wynosiła 804 000 widowni. 
| Gwiazda            | Tancerz           | Miejsce    |
| ------------------ | ----------------- | ---------- |
| Lorraine Downes    | Aaron Gilmore     | ZWYCIĘZCY  |
| Beatrice Faumuina  | Brian Jones       | 2. miejsce |
| Danyon Loader      | Hayley Holt       | 3. miejsce |
| Rodney Hide        | Krystal Stuart    | 4. miejsce |
| Angela Bloomfield  | Jonny Williams    | 5. miejsce |
| David Wikaira-Paul | Rebecca Nicholson | 6. miejsce |
| Steve Gurney       | Sharan Phillips   | 7. miejsce |
| Christine Rankin   | David Yeates      | 8. miejsce |

#### Punktacja
| Para              | Miejsce | 1  | 2  | 3  | 4  | 5        | 6        | 7        | 8            |
| ----------------- | ------- | -- | -- | -- | -- | -------- | -------- | -------- | ------------ |
| Lorraine & Aaron  | 1       | 28 | 28 | 36 | 28 | 32+32=64 | 32+37=69 | 30+37=67 | 37+38+40=115 |
| Beatrice & Brian  | 2       | 32 | 26 | 32 | 34 | 29+30=59 | 29+36=65 | 32+31=63 | 32+36+37=105 |
| Danyon & Hayley   | 3       | 24 | 33 | 27 | 25 | 27+31=58 | 35+36=71 | 29+35=64 |              |
| Rodney & Krystal  | 4       | 23 | 19 | 24 | 13 | 16+26=42 | 15+4=19  |          |              |
| Angela & Jonny    | 5       | 26 | 25 | 28 | 26 | 25+27=52 |          |          |              |
| David & Rebecca   | 6       | 31 | 25 | 36 | 26 |          |          |          |              |
| Steve & Sharan    | 7       | 24 | 29 | 23 |    |          |          |          |              |
| Christine & David | 8       | 24 | 27 |    |    |          |          |          |              |

#### Tańce
| Team              | 1       | 2         | 3     | 4          | 5     | 5             | 6         | 6          | 7       | 7          | 8     | 8     | 8         |  |
| ----------------- | ------- | --------- | ----- | ---------- | ----- | ------------- | --------- | ---------- | ------- | ---------- | ----- | ----- | --------- |  |
| Lorraine & Aaron  | Cha-Cha | Quickstep | Jive  | Foxtrot    | Samba | Viennese Walz | Walc      | Rumba      | Tango   | Paso Doble | Walc  | Samba | Freestyle |  |
| Beatrice & Brian  | Walc    | Rumba     | Tango | Paso Doble | Samba | Viennese Walc | Quickstep | Jive       | Foxtrot | Cha-Cha    | Tango | Jive  | Freestyle |  |
| Danyon & Hayley   | Cha-Cha | Quickstep | Jive  | Foxtrot    | Samba | Viennese Walc | Tango     | Paso Doble | Rumba   | Walc       |       |       |           |  |
| Rodney & Krystal  | Walc    | Rumba     | Tango | Paso Doble | Samba | Viennese Walz | Foxtrot   | Cha-cha    |         |            |       |       |           |  |
| Angela & Jonny    | Cha-Cha | Quickstep | Jive  | Paso Doble | Samba | Walc          |           |            |         |            |       |       |           |  |
| David & Rebecca   | Cha-Cha | Quickstep | Jive  | Foxtrot    |       |               |           |            |         |            |       |       |           |  |
| Steve & Sharan    | Walc    | Rumba     | Tango |            |       |               |           |            |         |            |       |       |           |  |
| Christine & David | Walc    | Rumba     |       |            |       |               |           |            |         |            |       |       |           |  |

### 3 edycja
Premiera odbyła się 10 kwietnia 2007 roku. Oglądalność wynosiła 735 000 widzów.
| Gwizda         | Para              | Miejsce    |
| -------------- | ----------------- | ---------- |
| Suzanne Paul   | Stefano Olivieri  | ZWYCIĘZCY  |
| Megan Alatini  | Jonny Williams    | 2. miejsce |
| Brendon Pongia | Hayley Holt       | 3. miejsce |
| Greer Robson   | Aaron Gilmore     | 4. miejsce |
| Paul Holmes    | Rebecca Nicholson | 5. miejsce |
| Frank Bunce    | Krystal Stuart    | 6. miejsce |
| Michael Laws   | Lauren de Boeck   | 7. miejsce |
| April Bruce    | Csaba Szirmai     | 8. miejsce |

#### Punktacja
| Pary              | Miejsce | 1  | 2  | 3  | 4  | 5        | 6        | 7        | 8            |  |
| ----------------- | ------- | -- | -- | -- | -- | -------- | -------- | -------- | ------------ |  |
| Suzanne & Stefano | 1       | 30 | 35 | 32 | 29 | 29+31=60 | 25+36=61 | 25+32=57 | 31+36+39=106 |  |
| Megan & Jonny     | 2       | 32 | 36 | 30 | 30 | 31+32=63 | 32+34=66 | 32+38=70 | 32+37+36=105 |  |
| Brendon & Hayley  | 3       | 30 | 28 | 24 | 30 | 21+26=47 | 28+38=66 | 30+26=56 |              |  |
| Greer & Aaron     | 4       | 23 | 33 | 19 | 35 | 29+27=56 | 26+28=54 |          |              |  |
| Paul & Rebecca    | 5       | 27 | 22 | 15 | 23 | 16+18=34 |          |          |              |  |
| Frank & Krystal   | 6       | 23 | 33 | 27 | 16 |          |          |          |              |  |
| Michael & Lauren  | 7       | 17 | 19 | 9  |    |          |          |          |              |  |
| April & Csaba     | 8       | 23 | 21 |    |    |          |          |          |              |  |

#### Tańce
| Pary              | 1       | 2         | 3     | 4          | 5     | 5          | 6          | 6         | 7     | 7          | 8         | 8     | 8         |  |
| ----------------- | ------- | --------- | ----- | ---------- | ----- | ---------- | ---------- | --------- | ----- | ---------- | --------- | ----- | --------- |  |
| Suzanne & Stefano | Cha-Cha | Quickstep | Jive  | Foxtrot    | Samba | Swing Walc | Rumba      | Tango     | Walc  | Paso Doble | Cha-Cha   | Tango | Freestyle |  |
| Megan & Jonny     | Walc    | Rumba     | Tango | Foxtrot    | Samba | Swing Walc | Paso Doble | Quickstep | Jive  | Cha-Cha    | Quickstep | Rumba | Freestyle |  |
| Brendon & Hayley  | Cha-Cha | Quickstep | Jive  | Foxtrot    | Samba | Swing Walc | Paso Doble | Walc      | Rumba | Tango      |           |       |           |  |
| Greer & Aaron     | Walc    | Rumba     | Tango | Paso Doble | Samba | Swing Walz | Jive       | Quickstep |       |            |           |       |           |  |
| Paul & Rebecca    | Walc    | Rumba     | Tango | Paso Doble | Samba | Swing Walz |            |           |       |            |           |       |           |  |
| Frank & Krystal   | Walc    | Rumba     | Tango | Paso Doble |       |            |            |           |       |            |           |       |           |  |
| Michael & Lauren  | Cha-cha | Quickstep | Jive  |            |       |            |            |           |       |            |           |       |           |  |
| April & Csaba     | Cha-cha | Quickstep |       |            |       |            |            |           |       |            |           |       |           |  |

### 4 edycja
Premiera edycji odbyła się 26 lutego 2008 roku.
| Gwiazda         | Tancerz           | Miejsce    |
| --------------- | ----------------- | ---------- |
| Temepara George | Stefano Olivieri  | ZWYCIĘZCY  |
| Monty Betham    | Nerida Jantti     | 2. miejsce |
| Miriama Smith   | Jonny Williams    | 3. miejsce |
| Cory Hutchings  | Rebecca Nicholson | 4. miejsce |
| Tina Cross      | Aaron Gilmore     | 5. miejsce |
| Martin Devlin   | Lauren de Boeck   | 6. miejsce |
| Peter Urlich    | Hayley Holt       | 7. miejsce |
| Geeling Ng      | Brian Jones       | 8. miejsce |

#### Punktacja
| Para               | Miejsce | 1  | 2  | 3  | 4  | 5        | 6        | 7        | 8            |
| ------------------ | ------- | -- | -- | -- | -- | -------- | -------- | -------- | ------------ |
| Temepara & Stefano | 1       | 29 | 31 | 33 | 34 | 34+33=67 | 34+30=64 | 34+36=70 | 37+36+39=112 |
| Monty & Nerida     | 2       | 23 | 23 | 26 | 29 | 30+25=55 | 29+27=56 | 35+29=64 | 33+38+37=108 |
| Miriama & Jonny    | 3       | 35 | 28 | 36 | 32 | 37+31=68 | 33+21=54 | 33+35=68 |              |
| Cory & Rebecca     | 4       | 23 | 27 | 20 | 29 | 21+27=48 | 25+27=52 |          |              |
| Tina & Aaron       | 5       | 32 | 29 | 31 | 34 | 24+29=53 |          |          |              |
| Martin & Lauren    | 6       | 21 | 18 | 28 | 18 |          |          |          |              |
| Peter & Hayley     | 7       | 34 | 14 | 17 |    |          |          |          |              |
| Geeling & Brian    | 8       | 17 | 23 |    |    |          |          |          |              |

#### Tańce
| Para               | 1       | 2         | 3     | 4          | 5     | 5              | 6         | 6          | 7          | 7       | 8         | 8          | 8         |  |
| ------------------ | ------- | --------- | ----- | ---------- | ----- | -------------- | --------- | ---------- | ---------- | ------- | --------- | ---------- | --------- |  |
| Temepara & Stefano | Cha-Cha | Quickstep | Jive  | Foxtrot    | Samba | Viennese Waltc | Tango     | Rumba      | Paso Doble | Waltc   | Foxtrot   | Samba      | Freestyle |  |
| Monty & Nerida     | Cha-Cha | Quickstep | Jive  | Foxtrot    | Samba | Viennese Walc  | Waltc     | Rumba      | Paso Doble | Tango   | Quickstep | Paso Doble | Freestyle |  |
| Miriama & Jonny    | Waltc   | Rumba     | Tango | Paso Doble | Samba | Viennese Waltc | Quickstep | Cha-cha    | Jive       | Foxtrot |           |            |           |  |
| Cory & Rebecca     | Cha-cha | Quickstep | Jive  | Foxtrot    | Samba | Viennese Waltz | Waltc     | Paso Doble |            |         |           |            |           |  |
| Tina & Aaron       | Cha-Cha | Quickstep | Jive  | Paso Doble | Samba | Viennese Waltc |           |            |            |         |           |            |           |  |
| Martin & Lauren    | Waltc   | Rumba     | Tango | Paso Doble |       |                |           |            |            |         |           |            |           |  |
| Peter & Hayley     | Waltc   | Rumba     | Tango |            |       |                |           |            |            |         |           |            |           |  |
| Geeling & Brian    | Waltc   | Rumba     |       |            |       |                |           |            |            |         |           |            |           |  |

### 5 edycja
Premiera edycji odbyła się 3 marca 2009 roku. Oglądalność wynosiła 800 000 widzów.
| Gwizda           | Tancerz            | Miejsce    |
| ---------------- | ------------------ | ---------- |
| Tamati Coffey    | Samantha Hitchcock | ZWYCIĘZCY  |
| Barbara Kendall  | Jonny Williams     | 2. miejsce |
| Josh Kronfeld    | Rachel Burstein    | 3. miejsce |
| Geraldine Brophy | Stefano Olivieri   | 4. miejsce |
| Rebecca Hobbs    | Aaron Gilmore      | 5. miejsce |
| Chris Hobbs      | Kristie Boyd       | 6. miejsce |
| John Rowles      | Krystal Stuart     | 7. miejsce |
| Lizzy Igasan     | Cody Stephens      | 8. miejsce |

#### Punktacja
| Para                | Miejsce | 1  | 2  | 3  | 4  | 5        | 6        | 7        | 8            |  |
| ------------------- | ------- | -- | -- | -- | -- | -------- | -------- | -------- | ------------ |  |
| Tamati & Samantha   | 1       | 25 | 36 | 35 | 36 | 28+32=60 | 23+27=50 | 37+37=74 | 38+40+35=113 |  |
| Barbara & Jonny     | 2       | 19 | 32 | 36 | 32 | 31+33=64 | 35+32=67 | 34+37=71 | 38+39+40=117 |  |
| Josh & Rachel       | 3       | 20 | 24 | 25 | 27 | 22+26=48 | 31+25=56 | 24+31=55 |              |  |
| Geraldine & Stefano | 4       | 27 | 15 | 27 | 24 | 27+28=55 | 18+20=38 |          |              |  |
| Rebecca & Aaron     | 5       | 29 | 30 | 29 | 36 | 28+30=58 |          |          |              |  |
| Chris & Kristie     | 6       | 9  | 18 | 26 | 21 |          |          |          |              |  |
| John & Krystal      | 7       | 14 | 19 | WD |    |          |          |          |              |  |
| Lizzy & Cody        | 8       | 20 | 21 |    |    |          |          |          |              |  |

#### Tańce
| Para                | 1       | 2          | 3         | 4     | 5     | 5               | 6       | 6       | 7       | 7       | 8     | 8          | 8         |
| ------------------- | ------- | ---------- | --------- | ----- | ----- | --------------- | ------- | ------- | ------- | ------- | ----- | ---------- | --------- |
| Tamati & Samantha   | Waltc   | Paso Doble | Quickstep | Tango | Samba | American Smooth | Cha-Cha | Foxtrot | Jive    | Rumba   | Waltz | Paso Doble | Freestyle |
| Barbara & Jonny     | Waltc   | Paso Doble | Quickstep | Jive  | Samba | American Smooth | Tango   | Cha-Cha | Rumba   | Foxtrot | Rumba | Quickstep  | Freestyle |
| Josh & Rachel       | Waltc   | Paso Doble | Quickstep | Jive  | Samba | American Smooth | Rumba   | Foxtrot | Cha-Cha | Tango   |       |            |           |
| Geraldine & Stefano | Waltc   | Paso Doble | Quickstep | Jive  | Samba | American Smooth | Tango   | Rumba   |         |         |       |            |           |
| Rebecca & Aaron     | Cha-Cha | Foxtrot    | Rumba     | Tango | Samba | American Smooth |         |         |         |         |       |            |           |
| Chris & Kristie     | Cha-Cha | Foxtrot    | Rumba     | Tango |       |                 |         |         |         |         |       |            |           |
| John & Krystal      | Cha-cha | Foxtrot    | Withdrew  |       |       |                 |         |         |         |         |       |            |           |
| Lizzy & Cody        | Cha-cha | Foxtrot    |           |       |       |                 |         |         |         |         |       |            |           |